# Employee of the Month EP
Employee of the Month EP é o terceiro EP da banda Relient K, lançado em 2002.
As faixas 1 e 2 iriam ser editadas no terceiro álbum da banda, Two Lefts Don't Make a Right...but Three Do. A faixa 6 é do álbum The Anatomy of the Tongue in Cheek. As faixas 3, 4 e 5 são exclusivas deste disco.

## Faixas
Todas as faixas por Matt Thiessen.
1. "Trademark" – 4:00
2. "In Love With the 80s (Pink Tux to the Prom)" – 3:09
3. "Wit's All Been Done Before" – 3:30
4. "A Penny Loafer Saved, A Penny Loafer Earned" – 2:25
5. "For the Band" – 4:23
6. "Failure to Excommunicate" – 3:37

## Créditos
- Matt Thiessen – Vocal, guitarra, piano
- Matt Hoopes – Guitarra, vocal de apoio
- Brian Pittman – Baixo
- Dave Douglas – Bateria, vocal de apoio